# 應和會館

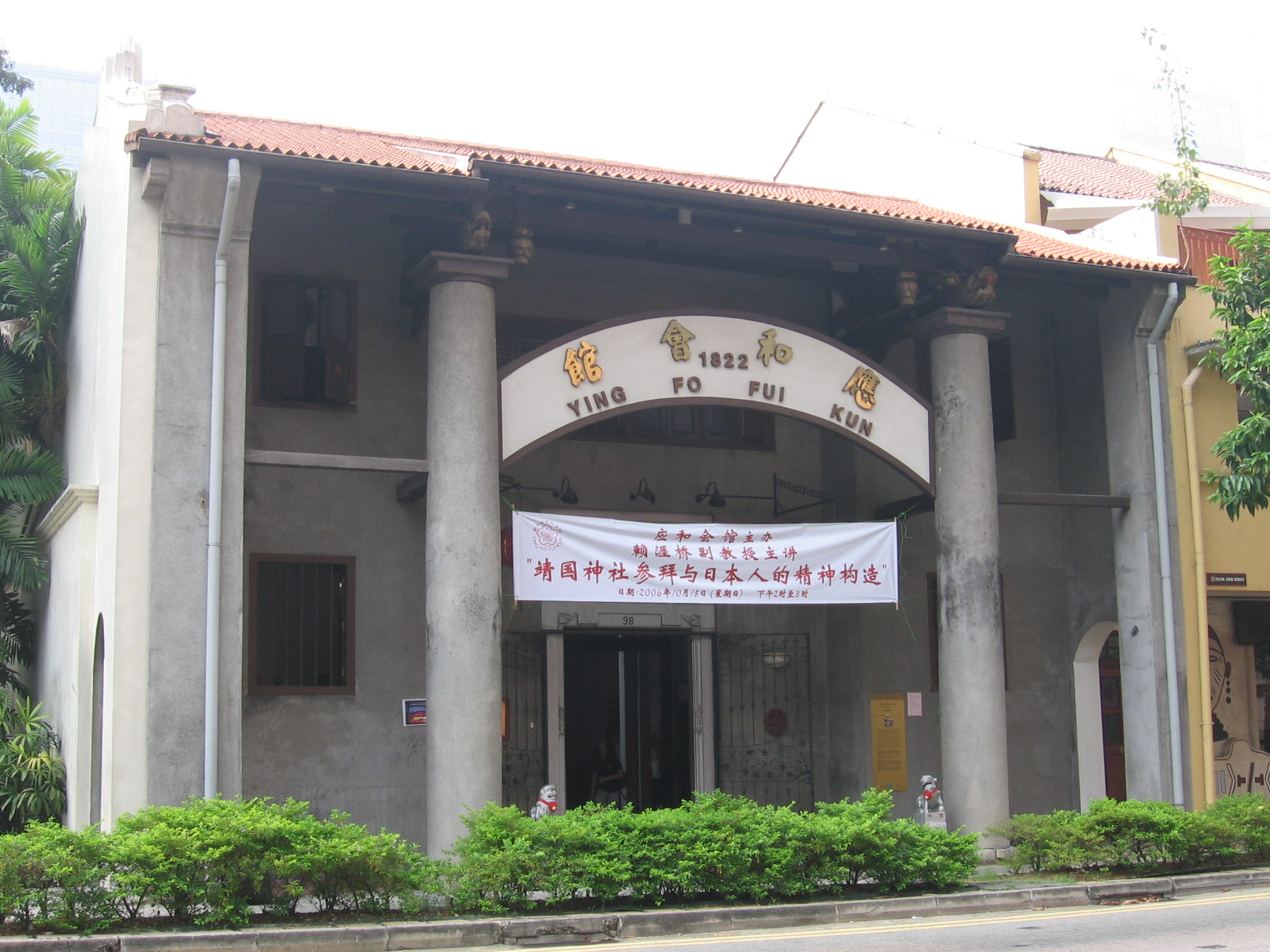
應和會館

應和會館（客語白話字：In-Fǒ Fi-Gòn），為新加坡的客家氏族會館之一。會館地屬欧南直落亚逸。初建於1882年，為新加坡首個客家組織。1905年至1971年間兼設有學校。

## 歷史
應和會館建於1822年，為新加坡最早之氏族組織之一。在新加坡發展的早期，此會館為直落亞逸最早的建築物。直落亞逸亦為島上最早華人定居的所在。
應和會館初期是廟宇，服務源自嘉應一帶的中国广东籍移民，創立人為劉潤德等人。他們設想將會館的功能由傳統救濟、協助的功能，進一步推展為連繫新加坡及中國原鄉的橋樑。會館協助新抵的客家人覓得棲身及工作之所，並為逝世的會員舉行葬禮。1905年開辦新學校應新學校，提倡新教育，為當地華文教育之先河。

## 建築

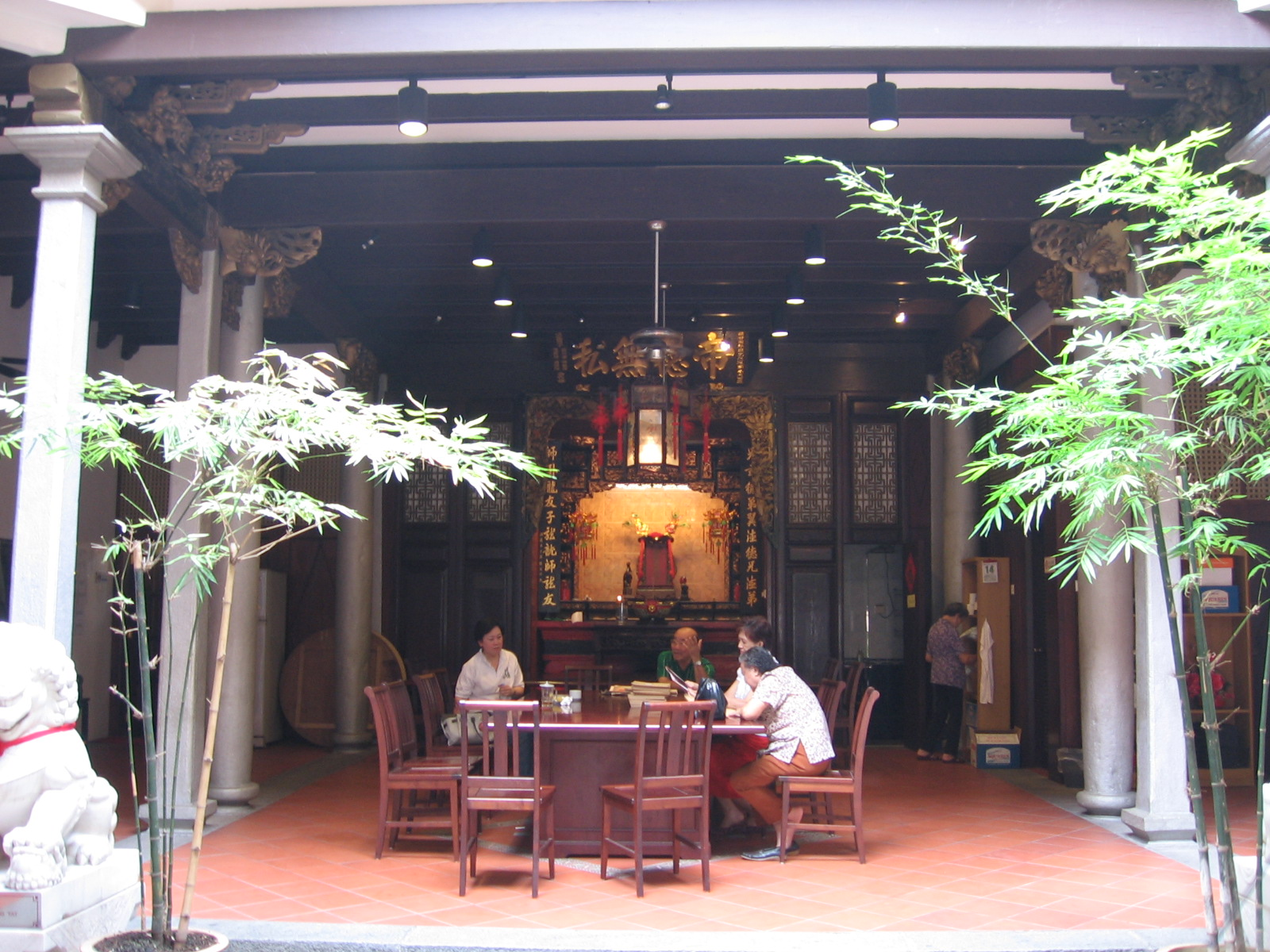
應和會館一樓

應和會館之建築曾屢次改建，但始終未遷址。館中最古老的手製品為乙塊匾額成於1846年。一樓為會客室及管理處，後有神壇祭祀武神關帝。
1998年12月18日，會館成為國家古蹟之一。

## 外部連結
- 應和會館 （页面存档备份，存于）
- Singapore Government eCitizen website